# Mandy Moore
Amanda Leigh "Mandy" Moore (Nashua, 10 d'abril de 1984) és una cantant pop i actriu estatunidenca.
Debutà a l'edat de quinze anys amb l'àlbum So Real, sent el seu primer senzill, Candy, el seu major èxit.
El 2001, va llançar el seu tercer àlbum, Mandy Moore, del que es va desprendre «In My Pocket»; l'àlbum va ser el seu últim a ser certificat per la RIAA, rebent una certificació d'or. Poc després, el 2003, Moore va llançar el seu quart àlbum d'estudi, Coverage, amb versions de clàssics dels seixanta i vuitanta, com ara «Have a Little Faith in Me» i «Senses Working Overtime». Després del llançament de l'àlbum, Moore es va separar del segell discogràfic a causa de diferències creatives. La divisió va portar a la companyia discogràfica a llançar dos àlbums de compilació The Best Of Mandy Moore i Candy, els quals han venut al voltant de 300.000 còpies fins avui. Moore no va tornar a la música fins a 2007, amb el llançament de Wild Hope, el seu cinquè àlbum d'estudi. Amb aquest àlbum la carrera musical de Moore va donar un gir cap a música de gènere pop-folk i dirigida cap a un públic més adult. L'àlbum no va aconseguir recollir gran èxit, havent venut fins avui al voltant de 200.000 còpies, i no va poder rebre cap certificació RIAA. El 2009, va tornar a la indústria amb Amanda Leigh, el seu sisè àlbum d'estudi, el qual va aconseguir el lloc 25 a Billboard 200 i va vendre al voltant de 100.000 còpies. A partir de 2009, Moore ha venut més de 10 milions d'àlbums a tot el món, d'acord amb Billboard. El 2012, Mandy va obtenir el lloc 96 de la llista "Les 100 dones més grans en la música" segons la cadena VH1.
L'any 2000 debutà com a actriu, i des d'eixe moment ha actuat en diverses pel·lícules de Hollywood com Una passejada per recordar, Chasing Liberty, How to Deal, Perquè ho dic jo i la sàtira American Dreamz.
Les seves cançons també han format part de bandes sonores de pel·lícules com a Aiguamarina de 2006.
A més de la seva carrera musical, Moore també ha fet incursions en l'actuació. Va fer el seu debut cinematogràfic en la pel·lícula Dr. Dolittle 2 (2001), encara que era només un paper menor de veu. Més tard, aquell mateix any, va aparèixer com a Lana en la pel·lícula de comèdia The Princess Diaries al costat d'Anne Hathaway. Va tenir el seu primer paper protagonista en la pel·lícula romàntica Una passejada per recordar (2002), que es basava en el llibre de Nicholas Sparks. La pel·lícula es va convertir en un gran èxit de taquilla. Entre 2003 i 2006, Moore va aparèixer en diverses pel·lícules, incloent Enamora't, Chasing Liberty, Saved! i Racing Stripes. Més tard va aparèixer en la pel·lícula American Dreamz (2006). La pel·lícula no va poder recuperar el seu pressupost de 17 milions de dòlars, i va debutar en el número 9 en la taquilla. A l'any següent, Moore va aparèixer en la comèdia romàntica Perquè ho dic jo, al costat de Diane Keaton. La pel·lícula va ser rebuda negativament per la crítica, però va ser un èxit financer, recaptant més de 69 milions de dòlars a nivell mundial en la taquilla. El 2010, Moore interpreta a Rapunzel en la pel·lícula animada Tangled, en la qual va interpretar la cançó «I See the Light», que més tard va ser guanyadora d'un Grammy.

## Biografia

### 1984-1998: primers anys i inicis de la seva carrera

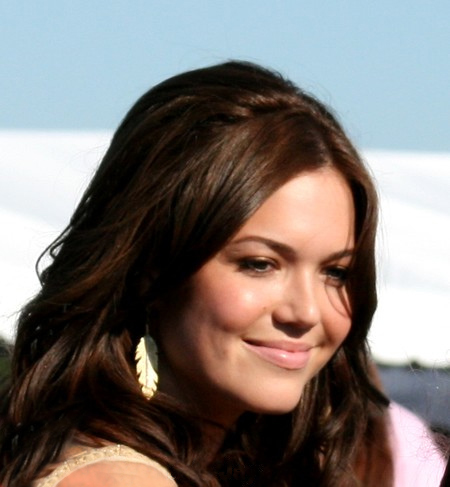
Moore el 2007.

Amanda Leigh Moore va néixer el 10 d'abril de 1984 a Nashua, (Nou Hampshire); no obstant això, va créixer a Altamonte Springs, una petita ciutat de Florida, als afores d'Orlando. La seva mare, Stacy (de soltera, Friedman), és una experiodista que va treballar per l'Orlando Sentinel, i el seu pare, Donald "Don" Moore, és un pilot d'American Airlines. El pare de Moore és d'ascendència irlandesa i cherokee, i la seva mare és d'ascendència meitat anglesa i meitat jueva.
Va ser educada en la religió catòlica (encara que actualment no es considera practicant) i va estudiar en el col·legi Bishop Moore High School, un col·legi catòlic a Orlando, Florida, i en el col·legi Lake Brantley High School a Altamonte Springs, Florida.
Moore es va interessar en l'actuació i el cant des de molt jove, i va citar a la seva àvia, una ballarina en el teatre municipal del West End de Londres, com una de les seves inspiracions. Moore va declarar: «Els meus pares pensaven que era només una fase passatgera». Moore va començar a protagonitzar nombroses produccions locals, així com l'execució de l'Himne Nacional en nombrosos esdeveniments amb seu a Orlando. Només tenia 12 anys quan va assistir a Stagedoor Manor, un campament de teatre, on altres celebritats com l'actriu Natalie Portman havien assistit. El productor i director Konnie Kittrell va dir de Moore: "Era una noia tranquil·la i dolça", i va afirmar que malgrat que va aconseguir estar en nombrosos xous "No era una persona que busca reflectors". Quan Moore tenia tretze anys, va començar a treballar en la música per si mateixa. Un dia, mentre treballava en l'estudi, va ser escoltada per un empleat de FedEx, que tenia un amic en el departament A&R d'Epic Records. El repartidor, anomenat Victor, més tard va enviar a aquest amic una còpia de la versió parcial de programa inacabat de Moore i poc després va signar amb aquesta empresa discogràfica.

### 1999-2000: primers llançaments musicals

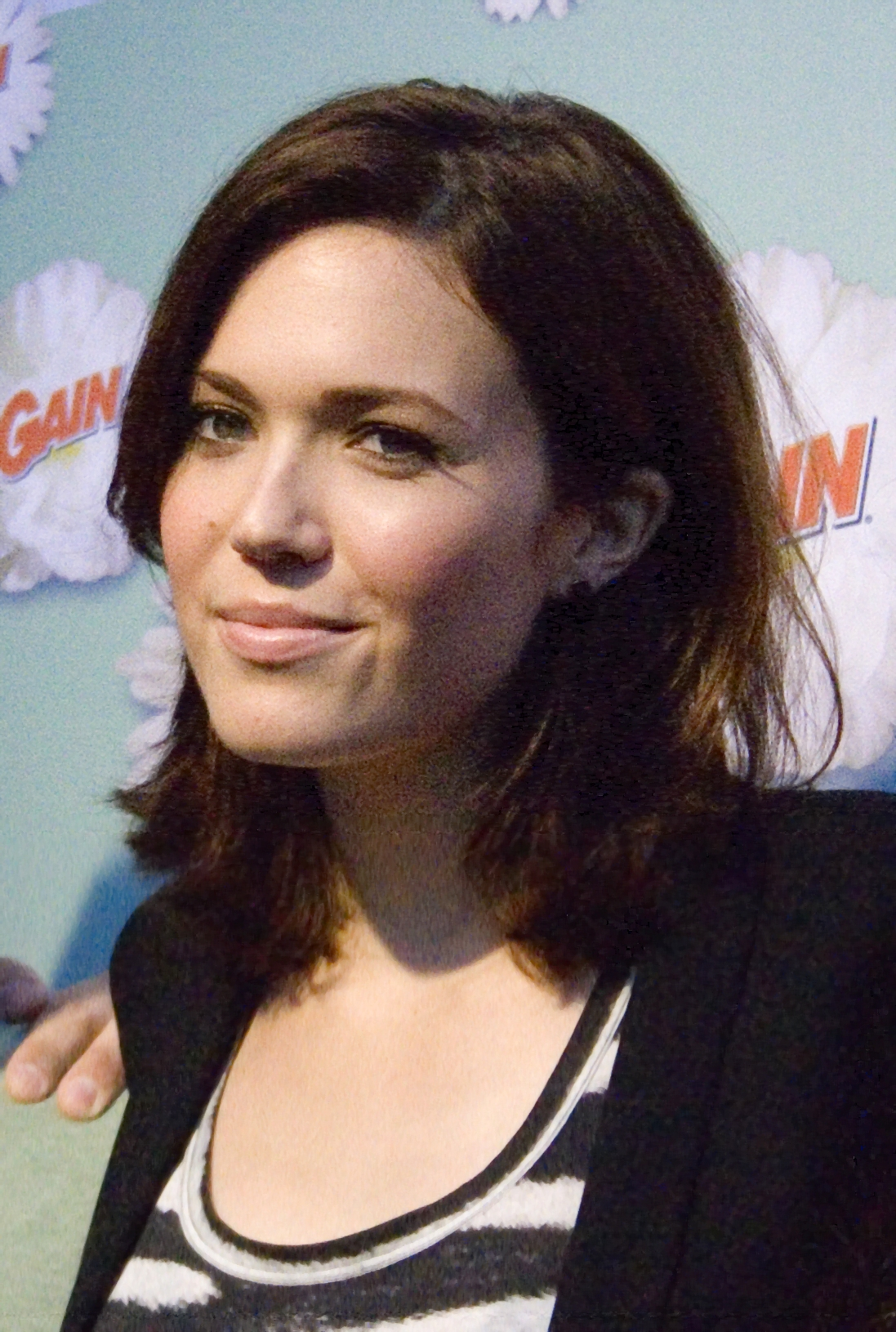
Mandy Moore durant la campanya publicitària Love at First Sniff del detergent Gain el 2009.

Després de signar amb Epic Records, Moore va començar a treballar en el seu àlbum debut. Durant l'enregistrament de l'àlbum, Moore va haver d'abandonar l'escola secundària quan era només una estudiant de primer any, però va continuar rebent educació amb professors particulars. A principis de 1999, Moore va començar una gira amb la banda de pop 'N Sync per Amèrica del Nord en la quarta etapa de la gira. En una gira amb la banda, Moore va declarar: "Va ser genial. Realment els respecto a ells i a la seva música". Aquell mateix any, Moore també va estar de gira amb els Backstreet Boys durant tot l'estiu de 1999. Poc després el segell Epic Records va llançar «Candy», el senzill debut de Mandy Moore. El senzill, que va atreure immediatament comparacions amb altres cantants de pop adolescents com Britney Spears, Jessica Simpson i Christina Aguilera, va ser un èxit comercial en nombrosos països. La cançó va debutar en el núm. 88 en Billboard Hot 100, abans d'aconseguir la posició 41 en aquesta llista. El senzill més tard rebria una certificació d'Or de la RIAA, per vendes superiors a 500.000 còpies només als Estats Units. «Candy» es va convertir en un èxit núm. 2 a Austràlia, on va rebre una certificació de platí.
Moore va llançar el seu àlbum debut, So Real, el 7 de desembre de 1999 per Epic Records. L'àlbum va tenir un llançament limitat, en pocs països. L'àlbum va rebre comentaris mixts per part dels crítics. Allmusic va dir que "l'àlbum debut de Mandy Moore sonava com si estigués inspirat gairebé per complet en escoltar àlbums d'èxit recents per 'N Sync, Backstreet Boys i Britney Spears". So Real va debutar en el núm. 71 de Billboard 200, venent 30.000 còpies en la seva primera setmana de llançament. L'àlbum posteriorment va seguir pujant en la llista fins que va arribar al núm. 31. So Real va passar a rebre una certificació de platí de la RIAA per vendes superiors a un milió de còpies només als Estats Units. Fins avui, So Real ha venut un estima de 2,5 milions de còpies a nivell mundial. Moore va llançar el seu segon senzill, «Walk Me Home», el mateix dia del llançament del disc. El senzill no va aconseguir igualar l'èxit del seu predecessor; no obstant això, va aconseguir el núm. 38 en la llista de Mainstream Top 40 als Estats Units. «So Real», el tercer i últim senzill, només va ser llançat a Europa, Àsia i Oceania. A Austràlia, el senzill es va convertir en el seu segon Top 40, aconseguint el lloc núm. 21 en les llistes ÀRIA.
Abans que la promoció de So Real hagués acabat, Moore ja havia començat a treballar en nou material. Moore va llançar el primer senzill del seu següent projecte, titulat «I Wanna Be With You», l'11 de juliol de 2000. La cançó es va convertir en el seu primer senzill a Billboard Hot 100 des del seu senzill d'inici, «Candy». «I Wanna Be with You» va passar 17 setmanes en la llista i va obtenir la posició número 24. La cançó es va convertir en el seu primer hit Top 20 en Mainstream Top 40, on va aconseguir el núm. 11. El senzill també es va convertir en el segon millor èxit Top 20 a Austràlia en la carrera de Moore, on va aconseguir el lloc núm. 13. La cançó va ser triada per la revista Billboard i Allmusic. Moore va llançar el seu segon àlbum d'estudi oficial, I Wanna Be With You, el 9 de maig de 2000. L'àlbum contenia cançons inèdites, així com cançons de l'àlbum anterior de Moore, So Real. I Wanna Be with You va servir com a àlbum debut de Moore en nombrosos països. L'àlbum va ser criticat per considerar que es tractava d'un àlbum de remixes, i no un veritable seguiment. L'àlbum va ser un èxit comercial, debutant en el núm. 21 en Billboard 200 amb vendes superiors a 70.000 còpies en la seva primera setmana. Va arribar a rebre una certificació d'Or de la RIAA, per vendes superiors a 500.000 còpies només als Estats Units, i venent més de 3 milions de còpies a nivell mundial.

### 2001-2002: Mandy Moore, i debut cinematogràfic
El 2001, Moore ja havia començat a treballar en el seu tercer àlbum d'estudi. Va assenyalar que "Tota la música ha començat a veure i sentir el mateix" i que ella va decidir que era hora d'allunyar-se d'això. Va declarar en una entrevista amb Billboard que no volia "cap ballarí més ni cantar més playback". El primer senzill d'àlbum va ser «In My Pocket» llançat el 29 de maig de 2001. Entertainment Weekly va dir que el senzill conté "influencia discoteca Euro". La cançó no va aconseguir entrar al Billboard Hot 100, però va aconseguir aconseguir el lloc número 2 en Bubbling Under Hot 100. La cançó es va convertir en el seu tercer hit Top 20 a Austràlia, on va aconseguir el número 11 en les Llistes ÀRIA. El seu tercer àlbum d'estudi, Mandy Moore va ser llançat el 19 de juny de 2001. L'àlbum contenia cançons uptempo i les influències de la música oriental. Allmusic va descriure l'àlbum com "una producció exuberant, en capes". L'àlbum va sortir i va aconseguir el lloc 35 en el Billboard 200, i va passar a rebre una certificació d'Or de la RIAA. L'àlbum ha venut 2 milions de còpies a tot el món. L'àlbum també va aconseguir el número 37 a Austràlia, la seva posició més alta al país fins avui. El segon senzill de Mandy Moore, titulat «Crush», va ser llançat el 28 d'agost de 2001. Es va convertir en el seu segon senzill en la Bubbling Under Hot 100 de Billboard, aconseguint el lloc número 19.
Durant l'estiu de 2001, Moore va fer el seu debut al cinema com la veu d'una nena Goso Cub en la comèdia Dr. Dolittle 2, protagonitzada per Eddie Murphy. Més tard aquell any, Moore va obtenir un paper secundari en la pel·lícula de comèdia The Princess Diaries, llançat a l'agost. Va interpretar el paper de Lana Thomas, un personatge antagònic a l'estil Anne Hathaway. La pel·lícula es va estrenar en 2.537 sales de cinema a Amèrica del Nord i va recaptar 22.862.269 dòlars en el seu primer cap de setmana. Es va recaptar 165.335.153 dòlars a tot el món-108,248,956 dòlars a Amèrica del Nord i 57.086.197 dòlars en altres territoris. Els comentaris sobre la pel·lícula eren tebis. Per a la pel·lícula, Moore va interpretar la cançó original «Stupid Cupid», en una escena de platja. Va tenir el seu primer paper protagonista en la pel·lícula romàntica Una passejada per recordar de 2002, que es basava en el llibre de Nicholas Sparks, la pel·lícula es va convertir en un gran èxit taquiller. La pel·lícula es va estrenar en el número 3 en la taquilla dels Estats Units recaptant 12.177.488 dòlars en el seu primer cap de setmana, darrere d'Aventures a Alaska i Caiguda del Falcó Negre. A pesar que no va ser un èxit de crítica, va aconseguir un èxit de taquilla modest, guanyant 41.281.092 dòlars als Estats Units solament, i un inesperat èxit a Àsia. L'ingrés total generat a tot el món va ser 47.494.916 dòlars. El film va obtenir nominacions i Moore nombroses distincions i premis per la seva actuació. La cançó "Cry", del tercer àlbum d'estudi de Moore, va ser llançada com a tercer senzill de l'àlbum per ajudar a promoure la pel·lícula. En comentar sobre la pel·lícula, ella va dir: ". Era la meva primera pel·lícula i sé que la gent diu que pot ser clixé i és una pel·lícula sentimental o cursi, però jo n'estic orgullós".

### 2003-2006: Coverage i grans èxits
L'any 2003 va començar a treballar en quart àlbum d'estudi, va revelar més tard que seria un àlbum de covers titulat Coverage. L'àlbum consistia en cançons llançades durant la dècada de 1970-1980. El primer senzill de l'àlbum, un cover de John Hiatt, «Have a Little Faith in Me», va ser llançat poc abans de l'àlbum, però no va tenir cap impacte en les llistes d'èxits. Coverage va ser llançat el 21 d'octubre de 2003. Allmusic va definir l'àlbum com un salt "a la maduresa musical". L'àlbum va debutar en el núm. 14 a Billboard 200, amb 53.000 vendes en la primera setmana. Això va fer que fos el debut més alt de Moore en la llista, i la posició més alta amb un àlbum fins avui. A pesar que va obtenir bona posició, no va aconseguir vendre més de 200.000 còpies als Estats Units, sent el seu primer àlbum a deixar de ser certificat per la RIAA. El segon senzill, «Senses Working Overtime», no va tenir cap èxit en les llistes. A causa de les diferències creatives entre Moore i la seva discogràfica, Moore es va separar d'Epic Records. La companyia va llançar l'àlbum recopilatori d'èxits The Best of Mandy Moore al novembre de 2004 com una obligació final de contracte de Moore. L'àlbum, que no va comptar amb cap material nou, va aconseguir el núm. 148 al Billboard 200. Una altra compilació, Candy, li va seguir el 2005.
El 2003, Moore va protagonitzar la comèdia romàntica How to Deal, que no va aconseguir atreure a multituds d'adolescents en els EUA i va recaptar un total de 14 milions de dòlars a nivell nacional. La seva següent pel·lícula va ser el 2004, Chasing Liberty, una comèdia romàntica que va recaptar aproximadament 12 milions de dòlars. Més tard, el 2004, Moore va aparèixer en un paper principal en la sàtira de la religió Saved! en la qual interpretava a Hilary Faye, una noia aplicada i popular en una escola cristiana. La pel·lícula va rebre crítiques positives i Moore va rebre elogis per la seva actuació, com un crític que la va definir com a "delícia dement" i un altre referint-se com la seva millor actuació fins al moment
. Va cantar una versió del hit de 1966 dels Beach Boys «God Only Knows» amb Michael Stipe, que finalitza la pel·lícula.

### 2007-2009: Wild Hope i Amanda Leigh
El 2006, Moore va assenyalar que creia que el seu primer àlbum era apropiat per a la seva edat quan ella el va lliurar. Poc després Moore va dir que trobava a faltar la seva carrera musical i que cantar era el "més apassionant de la seva vida." Moore havia signat amb Sire Records després que el seu contracte amb Epic Records acabés, però va deixar la companyia al maig de 2006. Va signar amb EMI, al juliol d'aquell any, i va descriure el seu nou contracte com "especialment emocionant", i va agregar que va deixar Sire Records perquè no volia "seguir el corrent", sinó tenir "el control total i la llibertat" per al seu treball. El 2007 Mandy també va gravar per Pepsi i Yahoo! el popular tema de "Umbrella" en un Slow Remix, que va tenir gran acceptació en la ràdio, i cal esmentar que aquest tema és de la cantant de Barbados, Rihanna i molts fans comenten que és un gran retorn de Mandy Moore a la música. El cinquè àlbum d'estudi de Mandy, Wild Hope va ser llançat el 19 de juny de 2007 i inclou col·laboracions amb els artistes Chantal Kreviazuk, Rachael Yamagata, Lori McKenna i The Weepies. Moore va interpretar «Extraordinary» en els premis Brick Awards el 12 d'abril de 2007 i va engegar una gira en l'estiu de 2007. Wild Hope va rebre generalment crítiques mixtes. Billboard va dir que Wild Hope és el so gratificant d'un cantant que finalment troba la seva zona de confort. Va deixar el pop ensucrat de la carrera primerenca de Moore, reemplaçat per reflexions sobre l'amor i la vida... un disc ple de ganxos subtils, però innegables". Wild Hope va debutar al Billboard 200 en el núm. 30, amb la venda de 25.000 còpies en la primera setmana de llançament, segons Billboard. És la tercera posició més alta de Moore des del seu àlbum debut. El seu àlbum també va aconseguir el número 9 en els àlbums Top Internet. Després de 5 setmanes, Wild Hope va estar al Billboard 200. Fins avui, Wild Hope ha venut més de 120.000 còpies als Estats Units i a tot el món, 250.000. El 23 de febrer de 2008, Moore va llançar Wild Hope a Austràlia, i posteriorment va realitzar una gira amb Ben Lee i la West Australian Symphony Orchestra en l'oest d'Austràlia, suport a Kelly Clarkson en la seva gira.
 L'octubre de 2008, Moore va publicar a la seva pàgina web videos en viu de tres noves cançons que havia estat treballant, juntament amb el cantant i compositor, pianista i guitarrista Mike Viola.
S'esperava en un primer moment que seria un àlbum a duo entre els dos, però el gener de 2009 es va revelar que seria un disc en solitari amb una col·laboració amb ell, que va ser estrenada a l'abril de 2009. Moore també va aparèixer en la comèdia romàntica License to Wed al costat de Robin Williams i John Krasinski, publicada el 3 de juliol de 2007. La reacció crítica a la pel·lícula va ser aclaparadorament negativa. Més tard aquell mateix any, va aparèixer en la pel·lícula independent Dedication, que es va estrenar en el Festival de Cinema de Sundance de 2007. La pel·lícula va rebre crítiques mixtes dels crítics.
Al maig de 2009 és llançat el seu sisè àlbum d'estudi Amanda Leigh sota el segell discogràfic Storefront Records: aquest àlbum va rebre crítiques molt bones de diversos mitjans com Rolling Stone, Marie Claire, Paper Magazine, etc. L'àlbum escrit per Mandy Moore i Mike Viola, és un àlbum molt més madur, que ja no va en el rumb dels seus anteriors rivals Britney Spears i Jessica Simpson, aquest àlbum se centra més en música real i no comercial. Mandy promociona aquest àlbum presentant-se en el Show d'Ellen Degeneres on parla del seu disc, i a més canta el seu nou tema «I Could Break Your Heart Any Day of the Week». També es va presentar en The Tonight Show amb Jay Leno. L'àlbum va debutar en el lloc núm. 25 en el Billboard 200, lamentablement per falta de promoció l'àlbum va caure en vendes, i fins avui ha venut prop de 100.000.

### 2010-2015:Tangled,The AdvocatesiIn the Deep

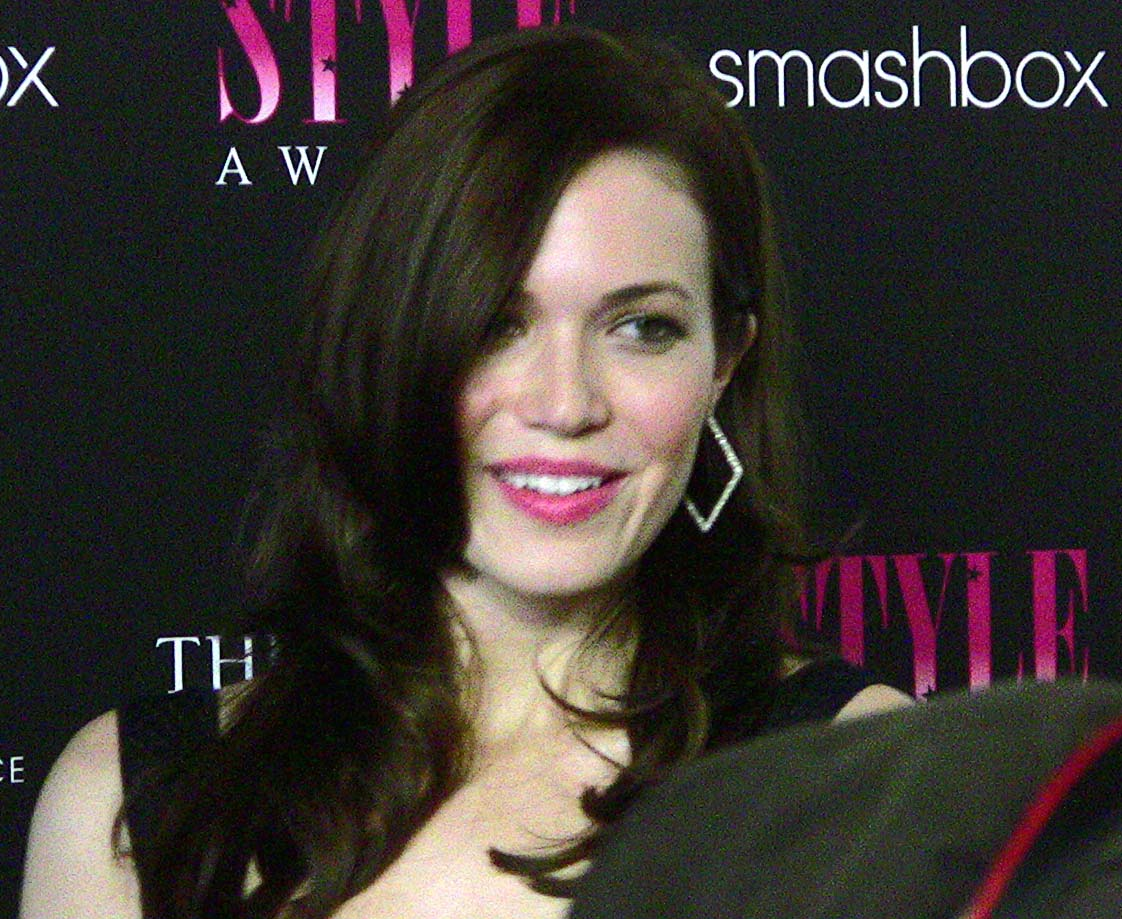
Moore a Hollywood Style Awards 2011.

Després d'una pausa de gairebé dos anys d'actuacions a la pantalla gran, Moore va rodar la comèdia romàntica Swinging with the Finkels al Regne Unit el 2009 per a un llançament el 2011. Moore també va protagonitzar amb l'actor Kellan Lutz la pel·lícula de 2010, Love, Wedding, Marriage. Va ser estrella convidada en el final de la sisena temporada de  Grey's Anatomy el 20 de maig de 2010, el seu primer paper de televisió des de 2007. Va tornar en un paper com a convidada en un episodi de la setena temporada de la sèrie. Aquell mateix any, Moore va posar la veu a la Princesa Rapunzel en la pel·lícula animada de Disney, Tangled. També va col·laborar en la banda sonora de la pel·lícula. Va ser nominada a l'Oscar a la millor cançó original per «I See the Light», cançó que va cantar al costat de Zachary Levi; així com una nominació pels Globus d'Or en la mateixa categoria.
Per la cadena de televisió VH1, Moore es troba en la posició 96 en la llista de les Cantants més Grans de la Música. Al juliol de 2012, Moore va anunciar que col·laboraria amb el seu marit en el seu setè àlbum d'estudi. Va dir: "Hi ha una tremenda influència en aquests moments al voltant de la casa, des de la música que he presentat i ser molt feliç i en una relació sana i feliç […] Crec que encara tenim molt material sobre el que escriure". Ella va agregar que pensa que el nou àlbum serà "intens, emocional", i espera que es doni a conèixer a finals de 2012 o principis de 2013. El 20 de febrer de 2013, es va anunciar que Moore seria protagonista d'un nou sitcom d'ABC anomenat Pulling basada en la sèrie britànica del mateix nom. El pilot va ser escrit per Lee Eisenberg i Gene Stupnitsky. No obstant això, vist el desenvolupament de tots els personatges de la sèrie, ella creia ser no adequada pel paper i va demanar ser alliberada del projecte. Poc després, es va unir a l'elenc de The Advocates, una pel·lícula per a la televisió de CBS.
En una entrevista al juliol de 2014, amb CBS News, Moore va dir que el 2014 va ser "l'any del progrés real cap endavant" en el seu nou disc, i el va descriure com més "perillós" i "en brut" quan es compara amb els seus discos anteriors.
Al maig de 2015, Moore va ser triada per participar en la pel·lícula de suspens In the Deep amb Claire Holt. La filmació va començar en els estudis Pinewood en el Regne Unit el 18 de juny de 2015, i va concloure el 7 d'agost de 2015.

### 2016- present:This Is Us
Al setembre de 2016, Moore coprotagoniza al costat de Milo Ventimiglia la sèrie familiar This Is Us de la cadena NBC, un paper que li va suposar ser nominada als Premis People's Choice (2017), els Globus d'Or (2017) i els MTV Movie & TV Awards (2017).